# 다이라노 무네모리

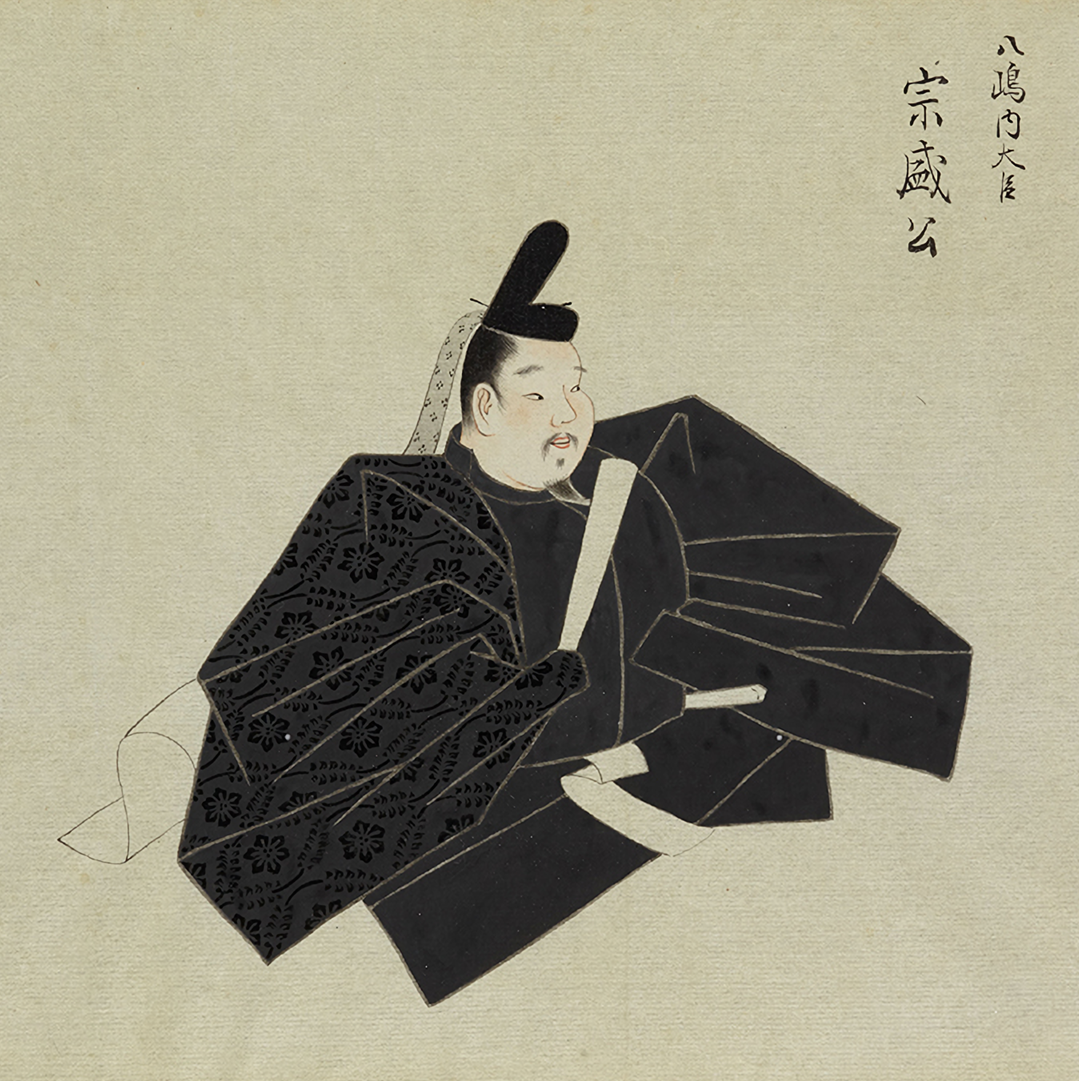
다이라노 무네모리

다이라노 무네모리(일본어: 平宗盛, 1147년 ~ 1185년 7월 19일)는 헤이안 시대 말기 헤이케 일문의 무장, 공경이다. 다이라노 기요모리의 3남. 모친은 도키코(기요모리의 계실)이다. 안토쿠 천황의 친외숙(동복동생은 안토쿠 천황의 모후 겐레이몬인)이다. 통칭은 야시마대신(屋島大臣).

## 같이 보기
- 헤이시 정권